# Макнил, Брианна
Брианна Макнил (англ. Brianna McNeal, в девичестве — Роллинс) — американская легкоатлетка, которая специализируется на дистанции 100 метров с барьерами. Чемпионка США 2013 года с национальным рекордом — 12,26 — это третье место в списке самых быстрых на этой дистанции за всю историю. Олимпийская чемпионка 2016.
В настоящее время является студенткой университета в Клемсоне (Южная Каролина), где учится по специальности «путешествия и туризм».

### Дисквалификация
Брианну Макнил дисквалифицировали на пять лет за вмешательство в процесс обработки результатов допинг-тест  и июне 2021 года. Срок начала дисквалификации - 15 августа 2020 года. Спортсменка уже подала апелляцию в Спортивный арбитражный суд. Но она сможет поучаствовать в квалификационных соревнованиях к Олимпиаде - ей дали временное освобождение от дисквалификации.